# Католический пост
Католи́ческий пост в Римско-католической церкви (РКЦ) заключается в духовном и физическом воздержании от излишеств (в пище и делах). Основным элементом поста является постановление, которое каждый верующий даёт себе перед его началом. Постановление может касаться ограничений в пище, в развлечениях, в старании совершать дела милосердия.

## Посты и постные дни у католиков
Пост в христианской Церкви имеет различные, зачастую взаимодополняющие значения (подробнее см. Значение поста). С течением времени практика постов на Востоке и Западе развивалась разными путями. В Католической церкви в конечном итоге сформировались следующие постные дни и периоды:
- Великий пост. 40 дней до Пасхи, исключая воскресенья, то есть за 6 недель и 4 дня до Пасхи (с Пепельной среды).
- Адвент. 4 воскресенья до Рождества: период сосредоточенности, размышления о предстоящем приходе Христа (как в празднике Рождества, так и во Втором пришествии).
- Пятница. Пятницы всего года (за некоторыми исключениями) являются постными днями (вернее, днями воздержания, абстиненции, поскольку связаны с воспоминанием о Страстях Христовых).
- Кануны некоторых великих праздников, см. также вигилии (vigilia — «бдение»).
- Quatuor anni tempora (устоявшегося русского названия нет, в некоторых изданиях используется термин «квартальный пост». В русском издании «Общие нормы для литургического года и календаря» переведено как «Четыре Времени»). Особые дни поста и покаяния, по 3 дня (среда, пятница, суббота) в каждом из времён года. В настоящее время, впрочем, эти посты практически вышли из употребления.
- Евхаристический пост. Воздержание от употребления пищи за час до принятия Святого Причастия.

## История и типы поста
Первоначальным смыслом поста было воздержание на какое-то время от пищи вообще. Так, распространённой практикой было невкушение пищи до вечера либо до 3-го часа дня (библейский 9-й час). Впоследствии, особенно в монастырской практике, к воздержанию от пищи стали добавляться и качественные ограничения — запрет на мясо, молоко. В то время как в практике Восточной церкви сохранилось в основном второе, на Западе сохранилась идея поста как именно воздержания от пищи вообще. Однако с течением времени древняя практика воздерживаться от еды до вечера стала для христиан трудноисполнимой, поэтому позднее (приблизительно в XIV веке) эта единственная трапеза была постепенно перенесена на день. Впоследствии, чтобы дать возможность людям слегка подкрепиться перед сном, была добавлена ещё одна, лёгкая, трапеза вечером (она получила название collatio, от латинского слова, которым назывались читавшиеся в монастыре на этой трапезе святоотеческие чтения). Позднее была добавлена ещё одна лёгкая трапеза утром. Ограничения на род вкушаемой пищи также с течением времени облегчались; если в Средние века нормой было воздержание от мяса, яиц и молочной пищи, то в XX веке осталось лишь ограничение на мясо.
Таким образом, Кодекс Канонического Права 1917 года в Католической церкви различает 2 раздельные категории поста, собственно, пост и воздержание (кан. 1251):
- Пост предполагает ограничение числа вкушений пищи в день, одна полноценная трапеза, при этом не запрещаются 2 вкушения утром и вечером, причём род и количество принимаемой при этом пищи определяются утвердившимся местным обычаем.
- Воздержание означает воздержание в этот день от вкушения мяса (кан. 1250).

Исходя из вышесказанного традиционное расписание постов в РКЦ (действовавшее до реформ середины XX века) согласно ККП 1917 года можно представить следующим образом:
- Великий пост:
  - Все дни, кроме воскресений — пост (без воздержания).
  - Пятницы и субботы — пост и воздержание.
  - Пепельная среда (день начала Великого поста) — пост и воздержание.
  - Великая пятница — пост и воздержание.
  - Великая суббота — пост и воздержание (до полудня).
- Пятницы всего года (за исключением случаев, когда на этот день приходится праздник в ранге торжества) — воздержание.
- Quatuor tempora — пост и воздержание.
- Канун Пятидесятницы — пост и воздержание.
- 14 августа, канун праздника Успения (Взятия на небо) Пресвятой Богородицы — пост и воздержание. Если этот день придётся на воскресенье, пост и воздержание переносятся на субботу.
- 31 октября, канун дня Всех Святых — пост и воздержание. Если этот день придётся на воскресенье, пост и воздержание переносятся на субботу.
- 24 декабря, канун Рождества Христова (сочельник) — пост и воздержание (кроме случая, когда этот день придётся на воскресенье).

Данное расписание отражает практику, сложившуюся к началу XX века и соблюдаемую в настоящее время преимущественно католиками-традиционалистами. Более распространена, однако, другая, более облегчённая практика, о которой речь пойдёт далее.

## Современный пост

### По канонам
Действующий устав поста, как и многое другое в жизни Католической церкви, определяет Кодекс Канонического Права (ККП). Вот выдержки из этого кодекса, касающиеся поста:
- Кан. 1249 Все верные Христу, и каждый из них по-своему, в силу Божественного закона обязаны совершать покаяние. Но для того, чтобы все они соединились друг с другом, совместно совершая покаяние, предписываются покаянные дни, когда верные Христу должны особым образом предаваться молитве, исполнять дела благочестия и милосердия, отрекаться от самих себя, верно исполняя свои обязанности, но прежде всего, соблюдая пост и воздержание по нормам нижеследующих канонов.
- Кан. 1250 Покаянными днями и периодами во Вселенской церкви являются все пятницы в течение всего года, а также время Великого поста.
- Кан. 1251 Воздержание от мяса или других видов пищи согласно предписаниям конференции Епископов следует соблюдать во все пятницы всего года, кроме тех, на которые приходится то или иное торжество. Воздержание же и пост обязательны в Пепельную Среду, а также в пятницу Страстей и Смерти Господа нашего Иисуса Христа.
- Кан. 1252 Закон воздержания обязателен для тех, кому исполнилось четырнадцать лет, а закон о посте — для всех совершеннолетних лиц, вплоть до начала шестидесятого года жизни. Однако пастырям, а также родителям следует позаботиться, чтобы и те, для кого в силу более юного возраста закон поста и воздержания ещё не обязателен, воспитывали в себе подлинное чувство покаяния.
- Кан. 1253 Конференция епископов может точнее определить порядок соблюдения поста и воздержания, а также полностью или частично заменить пост и воздержание другими формами покаяния, особенно делами милосердия и благочестия.

### На практике
Как видно из приведённого текста канона, для дней Великого поста, хотя они и указаны как покаянные, не содержится конкретных указаний о посте. Это даёт основание многим христианам на практике не соблюдать «пищевые» ограничения в этот день, заменяя их, например, дополнительными молитвенными правилами (например, богослужение «Крестного пути»), или делами милосердия, или отказом от увеселений, развлечений. Подобным же образом, по решению Конференции епископов, может быть заменено и воздержание в пятницу.
Таким образом, наиболее распространённая, особенно в Западной Европе и Америке, современная практика поста выглядит следующим образом:
- Пятницы всего года — воздержание.
- Пепельная среда — пост и воздержание.
- Великая пятница — пост и воздержание.

Кроме того, рекомендуется:
- Великая суббота — пост и воздержание.
- Рождественский сочельник — воздержание.

При этом соблюдение поста и воздержания исключается для детей до 14 лет, стариков, больных, беременных и людей, находящихся в путешествии.
В странах Восточной Европы (Польша, Литва, Белоруссия) может, напротив, сохраняться более строгое отношение к посту. Кое-где даже, помимо воздержания от мяса, практикуется воздержание и от молочной пищи, бывшее в РКЦ обязательным несколько веков назад.

## Евхаристический пост
Отдельно следует упомянуть такой вид поста, как евхаристический пост, то есть воздержание от пищи перед принятием Причастия. В апостольские времена, как видно из текстов Нового Завета, такого поста не было. Однако достаточно скоро повсеместно было установлено требование приступать к Причастию натощак, то есть, до принятия любой пищи.
Когда в середине XX века папа Пий XII разрешил (вначале в отдельных приходах по особому разрешению, а затем — повсеместно) совершать мессы вечером, возникла необходимость ограничить длительность евхаристического поста, так как обходиться без еды до вечера многим было бы тяжело. Была установлена продолжительность поста в 3 часа.
В ходе реформ II Ватиканского Собора продолжительность евхаристического поста была сокращена до одного часа. Таким образом, католик, желающий приступить к Причастию, должен перед этим воздерживаться от еды по меньшей мере один час. Употребление воды (и лекарств, кому они необходимы) при этом не ограничивается. Больные и пожилые люди, как и те, кто за ними ухаживает, могут приступать к Причастию даже если они принимали пищу в течение ближайшего часа.